# Loosemore-Hanby-Index
Der Loosemore–Hanby Index (auch LH-Index genannt) misst die Disproportionalität des Wahlsystems, also die Verletzung des Prinzips der Wahlgleichheit. Es berechnet die absolute Differenz zwischen abgegebenen Stimmen und erhaltenen Sitzen unter Verwendung der Formel:
{\displaystyle LH={\frac {1}{2}}\sum _{i=1}^{n}|v_{i}-s_{i}|},
wo
{\displaystyle v_{i}} der Stimmenanteil und
{\displaystyle s_{i}} der Sitzanteil der Partei
{\displaystyle i}
ist, so dass {\displaystyle \Sigma _{i}v_{i}=\Sigma _{i}s_{i}=1}. Die Zahl {\displaystyle n} ist die Gesamtzahl der Parteien.
Der Index ist nach John Loosemore und Victor J. Hanby benannt, der die Formel erstmals 1971 in einem Artikel mit dem englischen Titel „The Theoretical Limits of Maximum Distortion: Some Analytic Expressions for Electoral Systems“ veröffentlichte. Eine Alternative ist der verwandte Gallagher-Index. Die Gegenstück zum LH-Index ist die Parteigesamtrepräsentativität.